# Toropălești
Toropălești es una localidad rumana de la comuna de Buda, en el condado de Buzău.

## Historia
Hacia comienzos del siglo XX la localidad, que por entonces pertenecía al antiguo condado de Ramnicu Sarat, formaba parte de la comuna de Buda y tenía contabilizada una población de 344 habitantes.
En la segunda mitad del siglo XX la localidad había pasado a formar parte del condado de Buzău. En el censo de 2021 la localidad tenía una población de 490 habitantes.